# 元音图
元音图（英語：或）是元音的排列示意图。取决于具体所论述的语言，可以用三角形或四边形的方式构建。纵列指示元音高度（開閉程度），闭元音排在上方，横行指示元音舌位（前後位置），前元音排在图表的左边。元音的独特之处在于其主要特征不包含声调、方法或部位的不同。元音的不同仅仅是发声时舌头的位置。舌头在口腔里上下前後移动。元音的产生伴随着部分声道阻塞。
元音图中，近似的的参考点提供了指定的音位。舌弓最高点的位置被视作元音的发音部位。元音图的纵列称作元音高度，包括高、中、低元音。元音图的横列包括舌头的前移程度和区别发音时舌头在口腔中的位置。元音根据舌头的松紧度分类。Schwa [ə]在图表的中间并经常引述为自然元音。在此声道处于自然状态并产生近乎完美的声道。对于其他元音，则有声道必要的活动以及舌头偏离自然位置，要么是上下移动，要么是左右移动。元音的另一个维度是松紧度，在此我们可以区别高/中/低和前/中/后维度。也就是除了schwa以外的所有元音。例如，[i]和[ɪ]或者[o]或[ɔ]非常难于辨别，但我们能以紧或者松归类。紧元音是[i]和[ɔ]，松元音是[ɪ]和[o]。元音的另一个维度是圆唇及不圆唇。例如，发[u]这个音的时候嘴唇是圆的，但发[i]这个音的时候嘴唇是扁的。我们能以圆唇及不圆唇归类。因此，圆唇元音有[u]、[ʊ]、[o]、[ɔ]，而不圆唇元音有[i]、[ɪ]、[e]、[ɛ]、[æ]、[ɑ]、[ʌ]、[ə]。

标准的四边形国际音标元音图。

  多数语言的元音体系可通过元音图表现。通常图上有个标记均匀分布模式，这个现象称作元音扩散。对于多数语言来说，元音体系是三角形分布的。只有10%的语言，包括英语，有四边形的元音图。这类图表称作元音四边形。
不同的元音音高不同。例如，高元音如[i]如[u]倾向于有比[a]这样的低元音更高的基频。元音与其他声音的不同基于其声学上的形式，或者声谱属性。声谱属性由发音的基础频率及其共振峰组成。元音图中的每个元音都有唯一的第一及第二共振峰，或是F1及F2。第一共振峰的频率反映咽腔的宽度和舌头从开到闭的垂直位置。第二共振峰的频率反映口腔的长度和舌头的水平位置。元音[i]、[u]和[a]常常被视为指示元音，因为这些音表现出最极端的F1和F2频率。[a]有很高的F1频率是因为其咽腔很窄且舌头位置很低。[i]有很高的F2频率是因为口腔很短且舌头靠前。[u]有很低的F2频率是因为嘴巴是细长的，而且咽部压低的同时嘴唇是圆的。

南部加利福尼亚英语的元音图，展示元音怎样在四边形国际音标元音图上排列。

国际音标元音图包含了定位元音，而且以四边形的方式排列。根据定义，没有元音能标在国际音标四边形元音图的外面，因为四个角表示了发音的极点。许多现存语言的元音图并不十分精确。如英语中的高元音不是像国际音标四边形元音图上面标的那么高、那么靠前。

## 国际音标元音图
| \| \| 前 \| 央 \| 後 \| \| 閉 \| i y \| ɨ ʉ \| ɯ u \| \| 次閉 \| ɪ ʏ \| ɨ̞ ʉ̞ \| ɯ̞ ʊ \| \| 半閉 \| e ø \| ɘ ɵ \| ɤ o \| \| 中 \| e̞ ø̞ \| ə \| ɤ̞ o̞ \| \| 半開 \| ɛ œ \| ɜ ɞ \| ʌ ɔ \| \| 次開 \| æ \| ɐ \| \| \| 開 \| a ɶ \| ä ɒ̈ \| ɑ ɒ \| |     |     |     |
| 表內成對的元音分別為不圓唇／圓唇。 |     |     |     |
| | 前  | 央  | 後  |
| 閉 | i y | ɨ ʉ | ɯ u |
| 次閉 | ɪ ʏ | ɨ̞ ʉ̞ | ɯ̞ ʊ |
| 半閉 | e ø | ɘ ɵ | ɤ o |
| 中 | e̞ ø̞ | ə   | ɤ̞ o̞ |
| 半開 | ɛ œ | ɜ ɞ | ʌ ɔ |
| 次開 | æ   | ɐ   |     |
| 開 | a ɶ | ä ɒ̈ | ɑ ɒ |